# Landskrona IP
Der Landskrona IP (eigentlich Karlslunds IP, kurz für Landskrona Idrottsplats, deutsch Landskrona Sportplatz) ist ein Fußballstadion in der schwedischen Hafen- und Industriestadt Landskrona, Skåne län, im Süden des Landes. Die Sportstätte ist Austragungsort der Heimspiele des Fußballklubs Landskrona BoIS und fasst 12.500 Zuschauer auf 3500 Sitz- und 9000 Stehplätzen. Das Stadion ist Teil des Sportkomplexes der Stadt, zu dem des Weiteren u. a. weitere Fußballplätze, der Eissporthalle Landskrona ishall, eine Leichtathletikanlage, der Landskrona Cricket Ground, die Sporthalle Landskrona Idrottshall sowie der Reitverein Landskrona Ridklubb und Tennisplätze gehören.

## Geschichte
Das Stadion wurde am 20. Juli 1924 eingeweiht. Der Zuschauerrekord datiert vom 18. Oktober 1959, als bei einem Spiel von Landskrona BoIS gegen den Degerfors IF 18.533 Schlachtenbummler das Spiel verfolgten. Der Landskrona IP besitzt eine überdachte Haupttribüne, der eine unüberdachte Stehplatztribüne gegenübersteht. In der Geschichte wurde es mehrmals (1973, 1990, 1995, 2002, 2003) renoviert.
Die Anlage ist überregional durch das Länderspiel zwischen den Färöern und Österreich bekannt, bei dem am 12. September 1990 die österreichische Fußballnationalmannschaft der Fußballnationalmannschaft der Färöer im Rahmen der Qualifikation zur Europameisterschaft 1992 vor 1265 Zuschauern mit 0:1 unterlag. Die Partie fand in Schweden statt, da es zu dieser Zeit auf den Färöer nur Kunstrasenplätze gab.

## Galerie

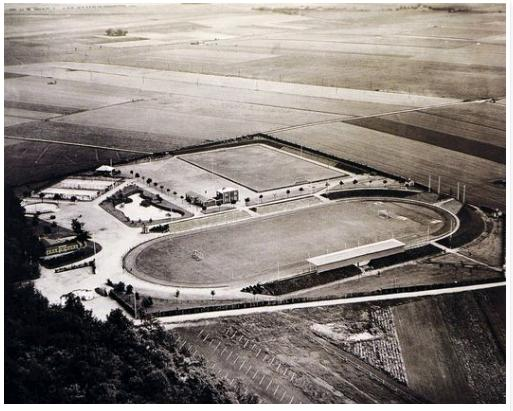
Die Anlage um den Zeitpunkt der Eröffnung 1924
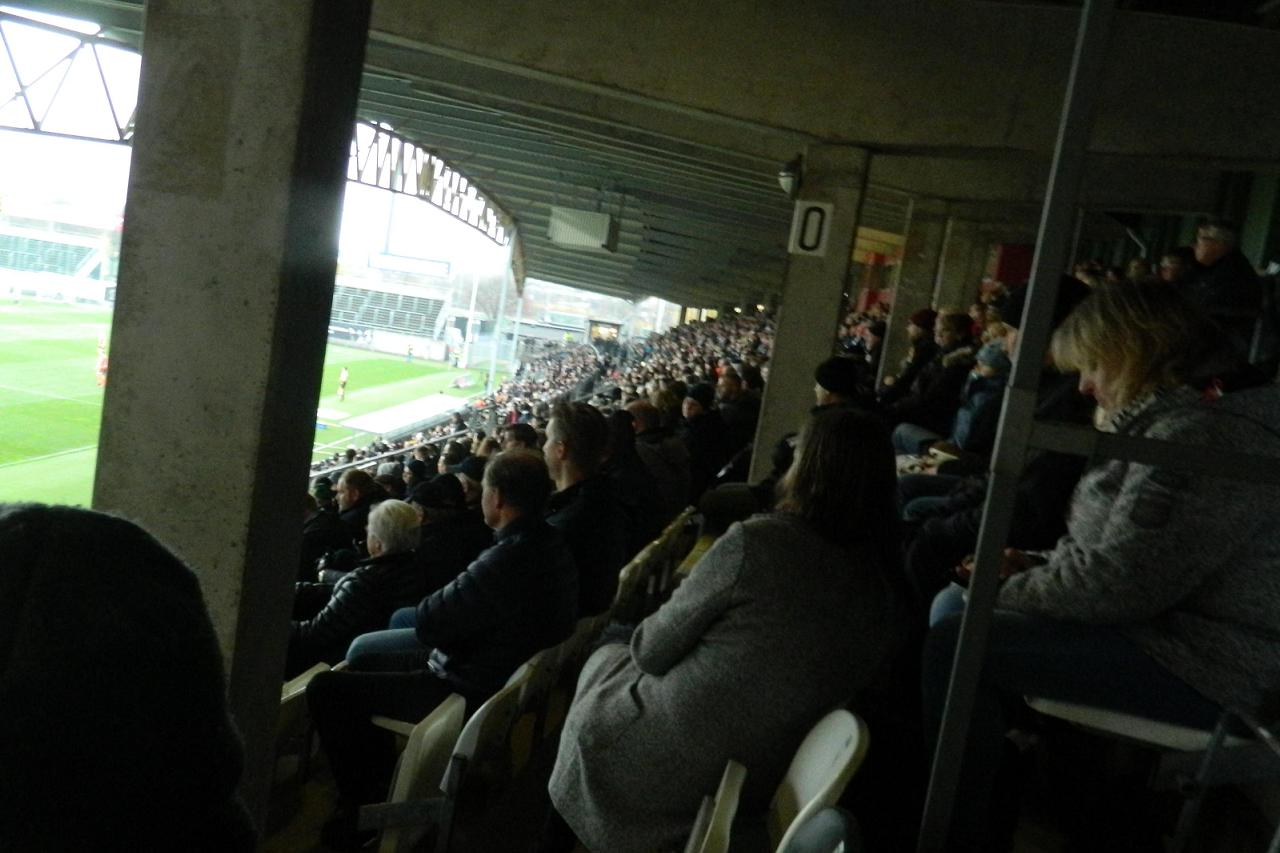
Sitzplätze auf der Haupttribüne im Jahr 1973
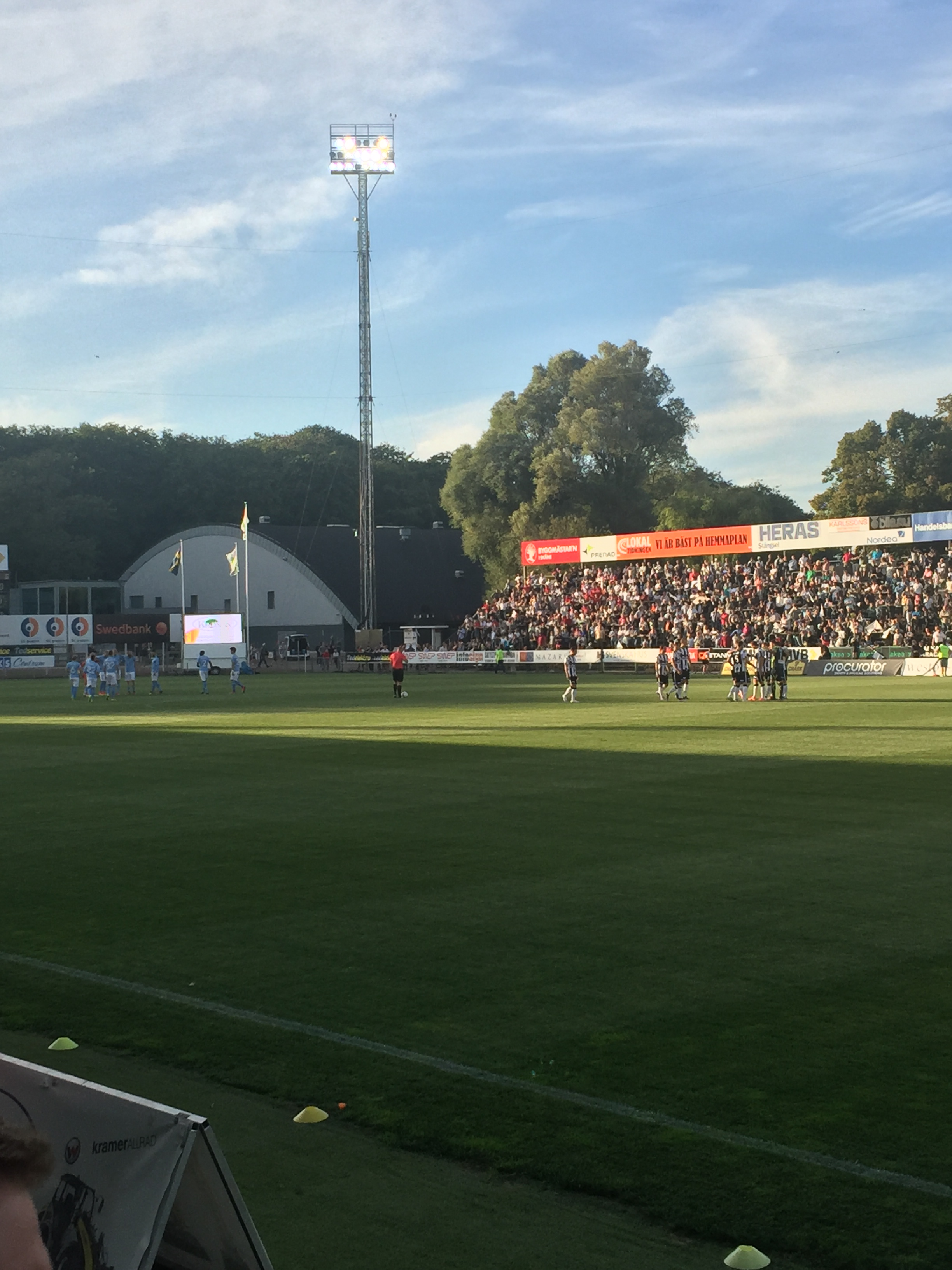
Landskrona BoIS gegen den Malmö FF (2016)